# Област Хагури
Област Хагури (јап. 葉栗郡) Haguri-gun се налази у префектури Аичи, Јапан. 
2003. године, у области Хагури живело је 31.684 становника и густину насељености од 3.331,65 становника по км². Укупна површина је 9,51 км².

## Историја
До 31. марта 2005. године, област је имала само варош Кисогаву.
Али 1. априла 2005. године, варош Кисогава, заједно са градом Бисај, је спојена у проширени град Ичиномија. Као резултат овог спајања дошло је до укидања области Хагури.